# Alcaligenaceae
Alcaligenaceae é uma família de bactérias da ordem Burkholderiales.
Os seguintes gêneros são reconhecidos para a família:
- Achromobacter Yabuuchi & Yano 1981
- Advenella Coenye, Vanlaere, Samyn, Falsen, Larsson & Vandamme 2005
- Alcaligenes Castellani & Chalmers 1919
- Azohydromonas Xie & Yokota 2005
- Bordetella Moreno-López 1952
- Brackiella Willems, Gilhaus, beer, Mietke, Gelderblom, Burghardt, Voigt & Reissbrodt 2002
- Candidimonas Vaz-Moreira, Figueira, Lopes, de Brandt, Vandamme, Nunes & Manaia 2011
- Castellaniella Kämpfer, Denger, Cook, Lee, Jäckel, Denner & Busse 2006
- Derxia Jensen, Petersen, De & Bhattacharya 1960
- Kerstersia Coenye, Vancanneyt, Cnokaert, Falsen, Swings & Vandamme 2003
- Oligella Rossau, Kersters, Falsen, Jantzen, Segers, Union, Nehls & De Ley 1987
- Paenalcaligenes Kämpfer, Falsen, Langer, Lodders & Busse 2010
- Paralcaligenes Kim, Yoo, Weon, Kim, Anadham, Suh & Kwon 2011
- Parapusillimonas Kim, Kim, Im, Srinivasan & Yang 2010
- Pelistega Vandamme, Segers, Ryll, Hommez, Vancanneyt, Coopman, De Baere, Van De Peer, Kersters, De Wachter & Hinz 1998
- Pigmentiphaga Blümel, Mark, Busse, Kämpfer & Stolz 2001
- Pusillimonas Stolz, Bürger, Kuhm, Kämpfer & Busse 2005
- Taylorella Sugimoto, Isayama, Sakazaki & Kuramochi 1984
- Tetrathiobacter Ghosh, Bagchi, Mandal, Dam & Roy 2005